# قطب شمال ماه

نگارهٔ موزائیک منطقهٔ قطبی شمال ماه که توسط مدارگرد شناسایی ماه (LRO) گرفته شده. قطب شمال ماه در وسط نگاره قرار دارد.

قطب شمال ماه (انگلیسی: Lunar north pole). نقطه‌ای در نیمکرهٔ شمالی ماه است که محور فرضی چرخش ماه در آن نقطه با سطح آن روبرو می‌شود.
قطب شمال ماه شمالی‌ترین نقطهٔ ماه است که به‌طور قطبی در مقابل قطب جنوب ماه قرار دارد. این ناحیه عرض جغرافیایی ۹۰ درجه شمالی را نشان می‌دهد. در قطب شمال ماه همهٔ جهت‌ها به سمت جنوب است. تمام خطوط طول در آنجا جمع می‌شوند، بنابراین طول جغرافیایی آن را می‌توان به عنوان هر درجه تعریف کرد.

## دهانه‌ها

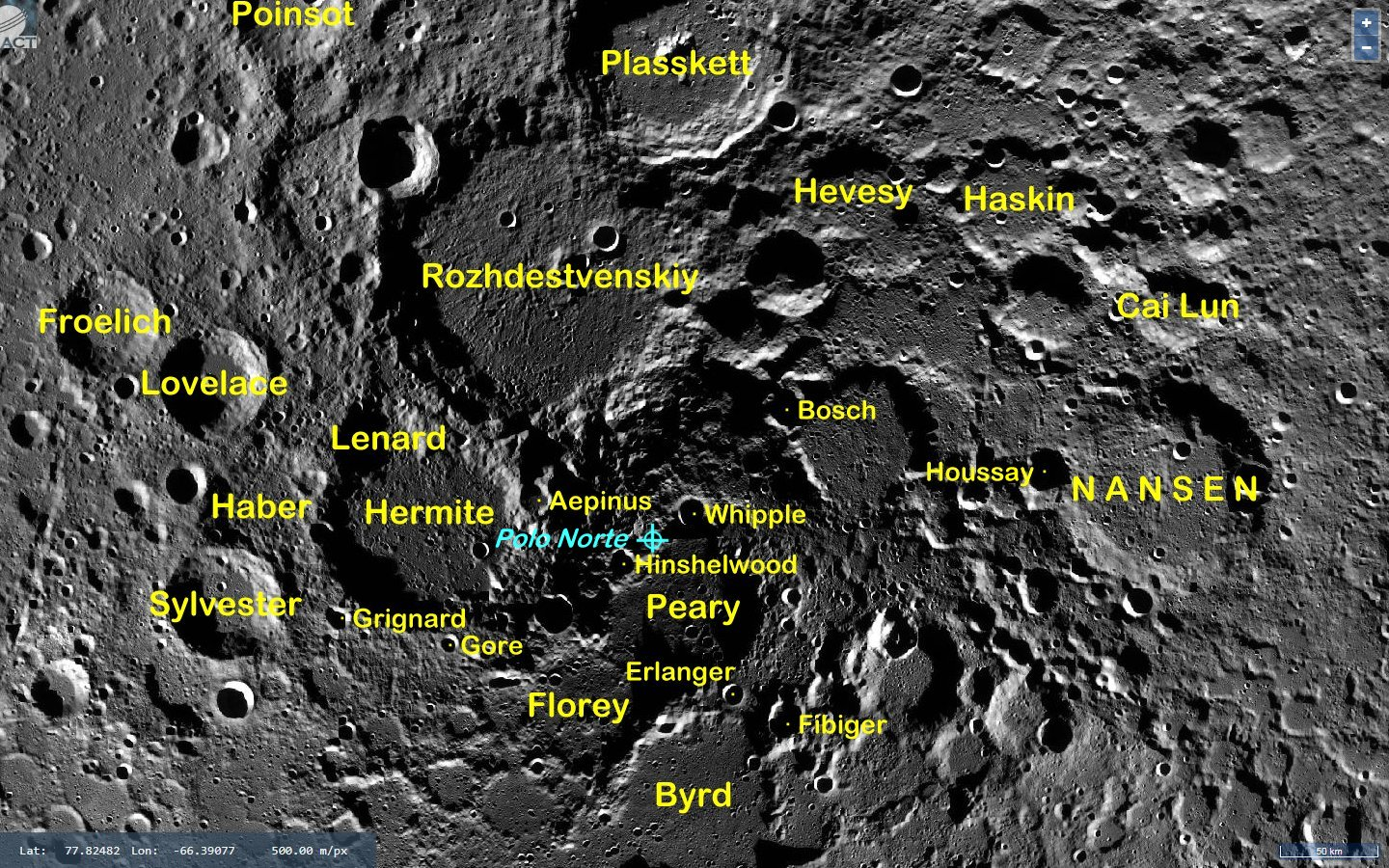
دهانه‌های قطب شمال ماه

دهانه‌های قابل توجه در منطقه قطبی شمال قمری (بین ۶۰ درجه عرض شمالی و قطب شمال) عبارتند از: آووگادرو
بل‌کویچ ،برینچن، امدن، گامو٬گلدشمیت هرمیت، جی. هرسشل، متون، نانسن
، پاسکال، پترمن، فیلولائوس، پلسکت، فیثاغورس روژدستونسکی، شوارتزیلد، سیرس، سامرفلد، استببینس، سیلوستر، تالس، وانت هاف و ون باند است.

## اکتشاف
بنیاد جایزه ایکس با حمایت مالی گوگل جایزه ایکس ماه گوگل را در سال‌های ۲۰۰۷–۲۰۱۸ ارائه دادند. «مأموریت یخ‌شکن» شرکت خصوصی «فناوری آستروباتیک» مفهوم مأموریتی بود که در سال ۲۰۱۵ برای اکتشاف ماه برنامه‌ریزی شده بود، سپس تا سال ۲۰۱۶ به تأخیر افتاد و سپس لغو شد.